# Saponcourt
Saponcourt település Franciaországban, Haute-Saône megyében. Lakosainak száma 76 fő (2022. január 1.). Saponcourt Polaincourt-et-Clairefontaine, Contréglise, Magny-lès-Jussey, Ormoy és Venisey községekkel határos.

## Népesség
A település népessége az elmúlt években az alábbi módon változott:
| Lakosok száma | 62   | 63   | 64   | 64   | 65   | 65   | 69   | 72   | 76   |
|               | 2013 | 2015 | 2016 | 2017 | 2018 | 2019 | 2020 | 2021 | 2022 |